# 스위스 글로벌 항공의 운항 노선
2018년 4월 19일 운항 중단까지 아래는 스위스 글로벌 항공의 취항지 목록이다

## 운항 노선

### 아시아

#### 동아시아
- 홍콩
  - 홍콩 - 홍콩 첵랍콕 국제공항

#### 동남아시아
- 태국
  - 방콕 - 수완나품 국제공항

#### 서남아시아
- 이스라엘
  - 텔아비브 - 벤구리온 국제공항

### 유럽

#### 서유럽
- 영국
  - 런던 - 런던 시티 공항
  - 맨체스터 - 맨체스터 공항
  - 버밍엄 - 버밍엄 공항
- 프랑스
  - 파리 - 파리 샤를 드 골 국제공항
  - 리옹 - 생텍쥐페리 국제공항
  - 니스 - 니스 코트다쥐르 공항
  - 툴루즈 - 툴루즈 블라냑 공항
- 독일
  - 프랑크푸르트 - 프랑크푸르트 국제공항
  - 뒤셀도르프 - 뒤셀도르프 국제공항
  - 뮌헨 - 뮌헨 국제공항
  - 드레스덴 - 드레스덴 공항
  - 라이프치히 - 라이프치히 할레 공항
  - 슈투트가르트 - 슈투트가르트 공항
  - 하노버 - 하노버 공항
- 네덜란드
  - 암스테르담 - 암스테르담 스키폴 국제공항
- 벨기에
  - 브뤼셀 - 브뤼셀 국제공항
- 룩셈부르크
  - 룩셈부르크 시티 - 룩셈부르크 핀델 국제공항

#### 중유럽
- 스위스
  - 제네바 - 제네바 국제공항
  - 취리히 - 취리히 국제공항 허브

#### 남유럽
- 보스니아 헤르체고비나
  - 사라예보 - 사라예보 국제공항
- 스페인
  - 빌바오 - 빌바오 공항
- 슬로베니아
  - 류블랴나 - 류블랴나 요제 푸치니크 공항
- 이탈리아
  - 로마 - 레오나르도 다 빈치 국제공항
  - 밀라노 - 밀라노 말펜사 국제공항
  - 나폴리 - 나폴리 국제공항
  - 라메지아테르메 - 라메지아테르메 국제공항 계절편
  - 베니스 - 베니스 마르코 폴로 공항
  - 바리 - 바리 카롤 보이티와 공항
  - 플로렌스 - 플로렌스 페레톨라 공항
- 크로아티아
  - 자그레브 - 자그레브 국제공항

#### 동유럽
- 불가리아
  - 소피아 - 소피아 공항
- 체코
  - 프라하 - 프라하 바츨라프 하벨 국제공항
- 폴란드
  - 크라쿠프 - 크라쿠프 존 파울 2세 국제공항

#### 북유럽
- 스웨덴
  - 예테보리 - 예테보리 란드베터 공항

### 아메리카

#### 북아메리카
- 미국
  - 뉴욕 - 존 F. 케네디 국제공항
  - 뉴어크 - 뉴어크 리버티 국제공항
  - 로스앤젤레스 - 로스앤젤레스 국제공항
  - 샌프란시스코 - 샌프란시스코 국제공항
- 캐나다
  - 몬트리올 - 몬트리올 피에르 엘리오트 트뤼도 국제공항

#### 남아메리카
- 브라질
  - 상파울루 - 상파울루 구아룰류스 국제공항